# Igor Korobov
Igor Valentinovitj Korobov, ryska И́горь Валенти́нович Ко́робов, född 3 augusti 1956 i Vjazma, Ryska SFSR, död 21 november 2018 i Moskva, var en rysk generalöverste och underrättelseofficer. Han var chef för GRU, Rysslands militära underrättelsetjänst, från 2016 till sin död 2018. 

## Utmärkelser
- Tapperhetsmedaljen, Sovjetunionen,  1993
- Alexander-Nevskij-orden,  2015
- Suvorovorden (Ryska federationen),  2016
- Ryska federationens hjälte,  2017
- Förtjänstmedalj från flygvapnet
- Medalj "Försvarsministeriet 200 år"
- Tapperhetsmedaljen, Ryska federationen
- Medalj för militära insatser
- Medalj "För oklanderlig tjänst"
- Medalj "För oklanderlig tjänst", tredje graden
- Utmärkelse som mästerpilot
- Förtjänstmedalj från Stavropol-territoriet
- Jubileumsmedalj "60 år för Sovjetunionens väpnade styrkor"
- Medalj "För oklanderlig tjänst", andra graden
- Medalj till minne av Moskvas 850-årsdag
- Medalj "För återtagandet av Krim"
- Jubileumsmedalj "70 år för Sovjetunionens väpnade styrkor"
- Ryska fäderneslandets förtjänstorden av 4:e graden
- Ryska militärförtjänstorden
- Ryska tapperhetsorden
- Orden "För fosterlandstjänst i Sovjetunionens väpnade styrkor", tredje graden
- Medalj "För oklanderlig tjänst", första graden

[Redigera Wikidata]